# Muscoli spinotrasversari
Nell'anatomia umana il muscoli spinotrasversari  sono una coppia di muscoli del dorso.

## Anatomia
Essi sono:
- Muscolo splenio del collo
- Muscolo splenio della testa